# Лердам
Лердам (нід. Leerdam, Нідерландською: [leːrˈdɑm] ( прослухати)) — місто в нідерландській провінції Утрехт. До 1 січня 2019 року мало статус окремого муніципалітету, після чого увійшло до складу новоствореного муніципалітету Вейфгеренланден.
Міські права отримало 1407 року. З 18-го сторіччя стало центром скляної промисловості.

## Галерея

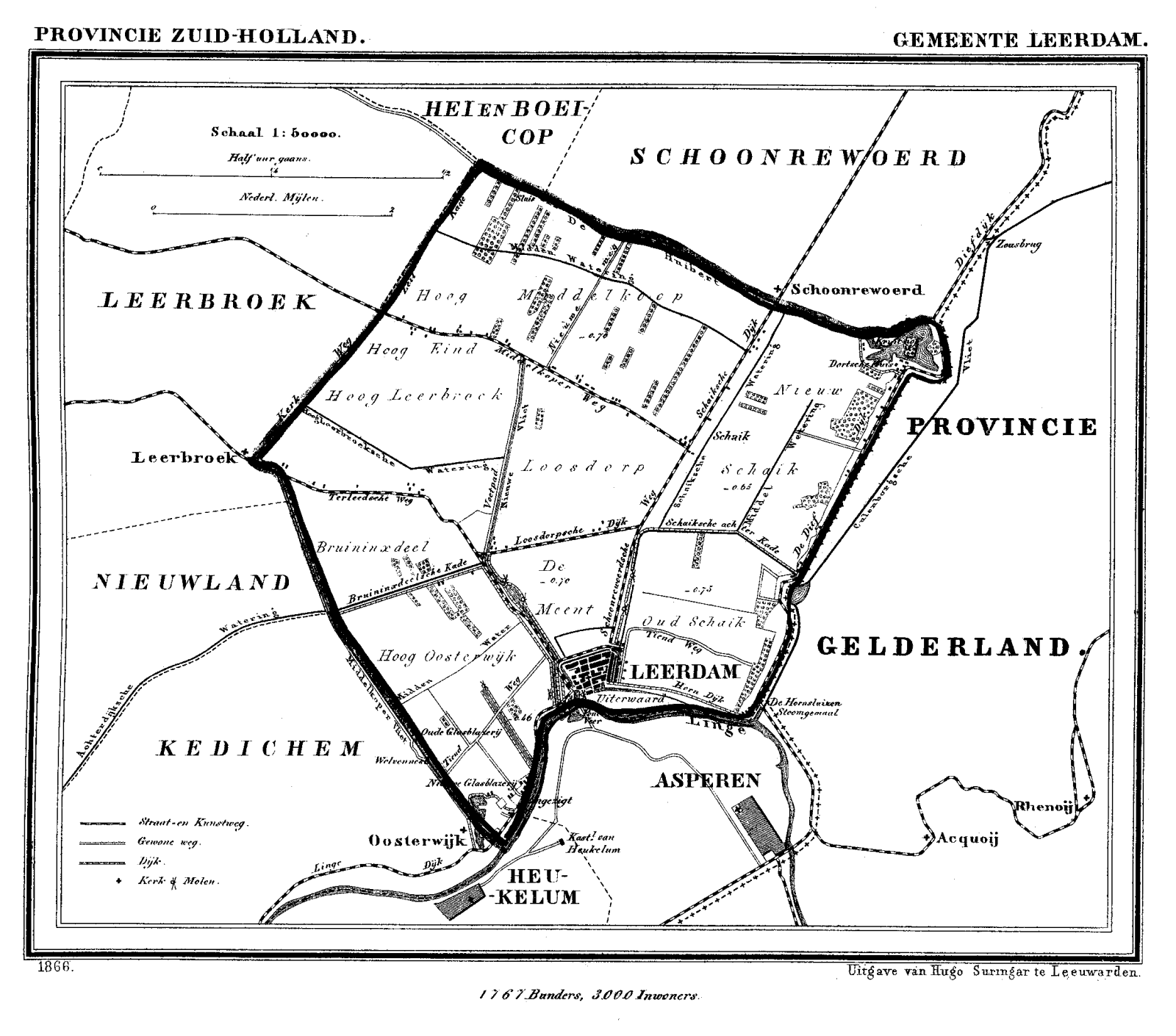
Мапа Лердама (1866)
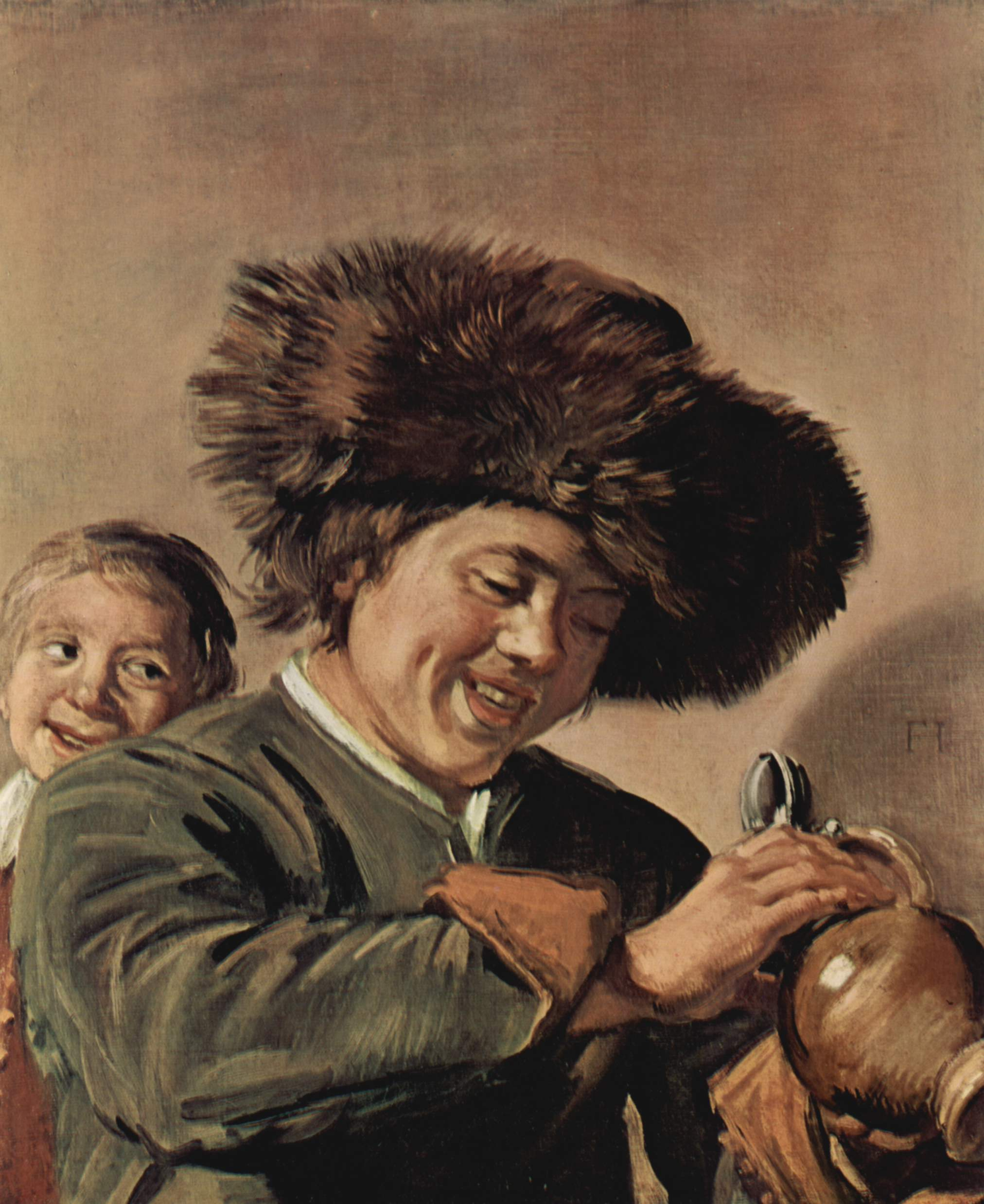
Картина з музею Лердама